# DZIDZIO Контрабас
«DZIDZIO Контрабас» — українська кінокомедія режисера Олега Борщевського, що вийшла 2017 року. Стрічка розповідає про трьох хлопців, які хочуть заробити грошей перевезенням контрабанди. У головних ролях Михайло Хома, Назарій Гук, та Орест Галицький.
Фільм вийшов у широкий кінопрокат в Україні 31 серпня 2017 року.
У серпні 2017 року стрічка взяла участь у відборі на висування фільму від України на ювілейну 90-ту кінопремію «Оскар» Американської академії кінематографічних мистецтв і наук у категорії «Найкращий фільм іноземною мовою».

## Сюжет
Якщо трійця йолопів вирішила зайнятися незаконною справою, чекай кінця світу локального масштабу. Вони виросли на кордоні, тому де знайти «легкі» гроші — для них не питання. Але коли на шляху з'являється гарна дівчина, всім планам капець. Тож американські гірки порівняно з їхніми пригодами — це легке погойдування. Але наші герої заради мрії готові на все.

## У ролях
У фільмі взяли участь актори:

| Актор                | Роль            |
| -------------------- | --------------- |
| Михайло Хома         | Дзідзьо         |
| Галина Хома          | Мама Дзідзя     |
| Назарій Гук          | Юлік            |
| Ігор Кондратюк       | отець Володимир |
| Орест Галицький      | Лямур           |
| Олексій Вертинський  | Кіготь          |
| Сергій Либа          | Богдан Павук    |
| Олена Лавренюк       | Альона          |
| Сергій Зоренко       | Карл            |
| Римма Зюбіна         | продавчиня      |
| Володимир Горянський | бракон'єр       |

## Створення фільму

### Знімальна група
- Кінорежисер — Олег Борщевський
- Сценаристи — Володимир Нагорний, Іван Поляков, Віктор Семернін, Михайло Хома, Сергій Лавренюк, Павло Сушко, Сергій Либа
- Кінопродюсери — Сергій Лавренюк, Михайло Хома, Павло Сушко
- Кінооператор — Дмитро Юріков[1][10]

### Виробництво
Згідно із слів Михайла Хоми, він вже давно виношував думки про створення повнометражного фільму, і глядачі у коментарях під короткометражними фільмами на ютюбі вже давно просили повний метр, проте така нагода випала лише 2016 року. Ідея фільму зародилася у Михайла Хоми, сценарій писала команда фахівців компанії Сценарне КБ [Архівовано 31 серпня 2021 у Wayback Machine.] , а участь у цьому процесі також брали актори. Створення фільму розпочалося восени 2016 року, спочатку режисером стрічки став Любомир Левицький, а вихід був запланований на 7 березня 2017 року. Наприкінці жовтня 2016 року було випущено ролик-дражнилку. Зйомки були заплановані на осінь 2016 року на Львівщині, проте були перенесені на весну через опади снігу.
Через зайнятість на створенні фільму «Егрегор» Любомир Левицький покинув режисерське крісло, на його місце прийшов Олег Борщевський. Зйомки розпочалися 3 травня 2017 року і проходили під Києвом, а також біля Львова у селі Раковець, що розташоване за 12 км від міста і завершились у середині червня 2017 року. Над фільмом працювало близька ста людей, при зніманні використовували мультикоптери, знімальні крани, також задіяли команду каскадерів. За словами режисера фільму, стрічку зняли за 14 знімальних днів, а постпродукція тривала два місяці. 22 червня 2017 року було представлено перший трейлер, а другий у мережі з'явився 8 серпня 2017 року.

## Прокат

### В Україні
15 серпня 2017 року стрічці було видано державне посвідчення на право розповсюдження і демонстрування. Допрем'єрний показ фільму відбувся 29 серпня 2017 року у київському кінотеатрі Оскар в ТРЦ «Гулівер», а наступного дня, 30 серпня 2017 року допрем'єрний показ відбувся у Львові в кінотеатрі «Планета кіно» в ТРЦ Forum Lviv. Широкий український кінопрокат розпочався 31 серпня 2017 року. Представлення стрічки також відбулось в Івано-Франківську, у Запоріжжі, Одесі, Чернівцях і Тернополі. «DZIDZIO Контрабас» був показаний у рамках Днів українського кіно у Верховині, що проходили 19-22 грудня 2017 року.
Телепрем'єра фільму була запланована на каналі «1+1» під час новорічних свят 2018 року і відбулася 1 січня 2018 року о 22:15. Стрічку подивилось 26,1 % глядачів по всій Україні та 21,8 % у містах з населенням більше 50 тисяч.

### У світі
Стрічка була представлена 10 вересня 2017 року у Торонто у рамках програми «Днів українського кіно» на TIFF 2017 де фільм був показаний разом із п'ятьма іншими українськими повнометражними стрічками.. 8 грудня 2018 року стрічка була представлена у Бейруті на кінофестивалі «Дні українського кіно в Лівані»..
Також у 2017 році виробники повідомляли про домовленість з іноземними дистриб'юторами про прокат в Італії та Китаї..

### В Інтернеті
2 січня 2018 року відбулася прем'єра фільму в онлайн відеосервісі «Megogo», де «Контрабас» став доступний глядачам з 10 країн, вартість перегляду становить 49 грн. Того ж дня, 2 січня 2018 року, стрічка стала доступною також і на офіційному каналі Дзідзя в Youtube, за два дні фільм зібрав півмільйона переглядів. 3 січня 2018 року стрічка зайняла 1 місце серед тих відео, що найстрімкіше набували популярності на YouTube.

## Сприйняття

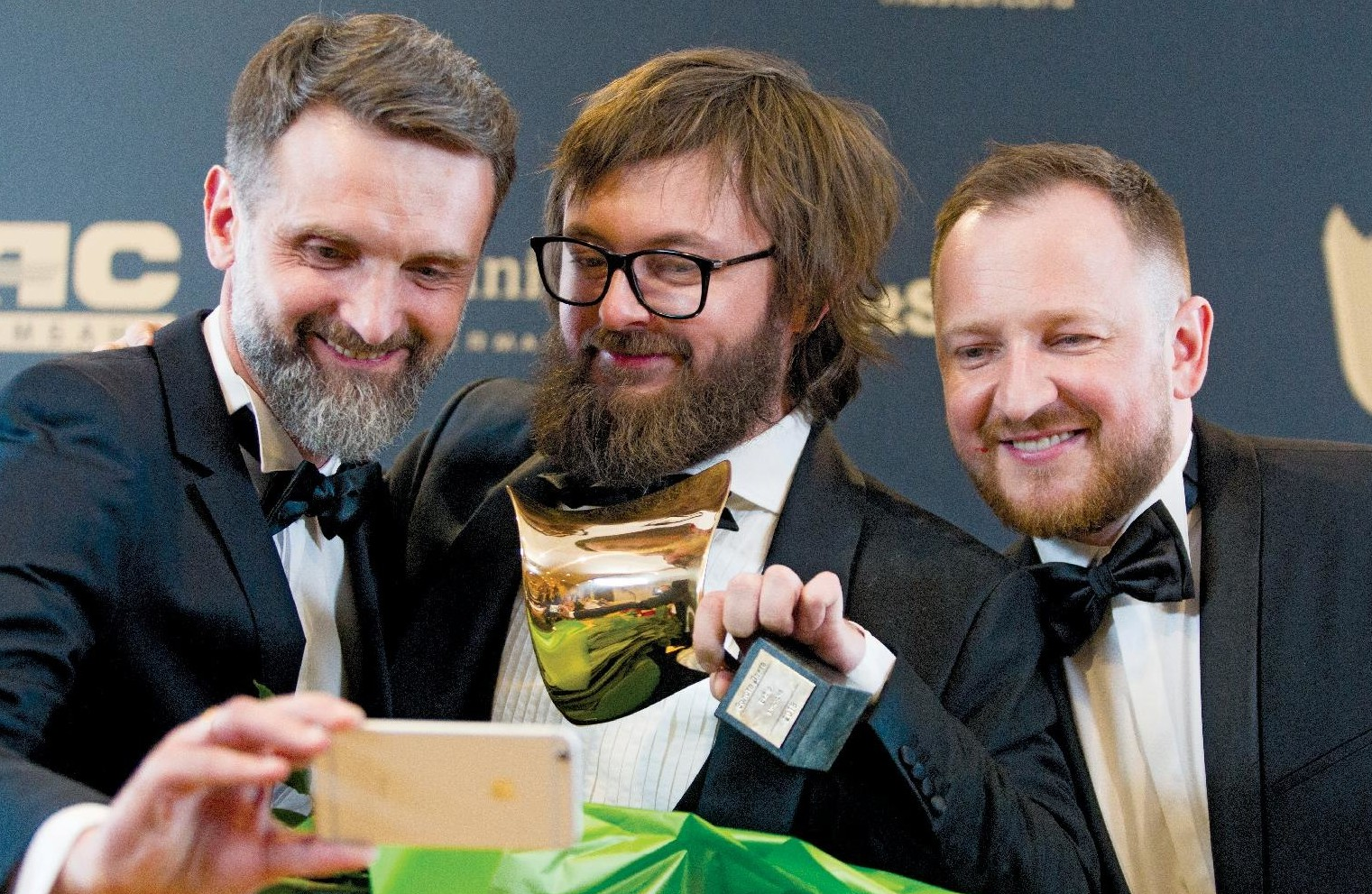
Творці фільму з премією глядацьких симпатій фестивалю «Золота дзиґа»

### Оцінки і критика
Стрічка отримала змішані відгуки від українських кінокритиків. Голова Правління Української кіноакадемії, кінорежисер Михайло Іллєнко схвально відгукнувся про стрічку, похваливши те що стрічка «народна», у ній себе можуть упізнати звичайні пересічні українці як і сам Іллєнко. Надія Заварова з сайту «Cultprostir.ua» похвалила «хороший сценарний задум», але зазначила що позитивний задум стрічки розчинився в слабкій режисурі Олега Борщевського. Катерина Сліпченко з сайту Zaxid.net схвально відгукнулась про фільм, похваливши смішні жарти та гарну акторську гру головного протагоніста фільму Михайла Хоми (Дзідзьо) та Рими Зюбіної (продавчиня). Кінокритик Павло Чаплигін у блозі на сайті «Новое Время» похвалив фільм, написавши, що у ньому: «вдосталь безглуздих і абсурдних моментів, але всі вони гармонійно вписуються в комедійну канву і нітрохи не знижують градус адекватності сюжету… під фільм про коломийських горе-контрабандистів можна весело провести вечір».
Серед недоліків стрічки, Сліпченко, кінооглядач сайту «Tvoemisto.tv» Марія Цигилик та кінокритик журналу «Geek Journal» Тайлер Андерсон згадали російськомовність головної героїні стрічки Олени Лавренюк (Альона), підкресливши дисонанс російської мови на фоні україномовності решти героїв фільму (героїня Олени Лавренюк була єдиною, хто розмовляє у фільмі російською мовою). Редактор відділу культури видання «Дзеркало тижня. Україна» Олег Вергеліс негативно оцінив фільм, написавши, що «ця кінокартина негідна — ні маски, ні артиста. Ні пароплава. Це — виключно халтура, успіх якої може бути тільки сьогодні й тільки зараз».
Від пересічних глядачів фільм отримав схвальні відгуки: на сайті Kino-teatr.ua глядачі оцінили фільм на 9,00 з 10 на основі 1399 голосів, а на Internet Movie Database — 5,4/10 (257 голосів).

#### Реакція вірян
Ще до початку прокату вихід плакату фільму і трейлера, де головний герой одягнений у сутану християнського священика римо-католицького обряду й кеди, викликали обурення у вірян. Натомість після перегляду фільму священик Олег Кобель у своєму блозі написав, що «фільм залишив приємні враження. Кожен тут знайде себе. Нічого крамольного для християн я не побачив. Це зайвий раз доводить, що трейлер фільму не дає повної картини про фільм. І тільки те, що ми побачили акторів в підрясниках у смішному амплуа, не робить цей фільм якимсь крамольним чи вульгарним». А священик УГКЦ Андрій Кащук написав на своїй сторінці у соціальній мережі, що «підозріла компанія, насмішки, перетинання з контрабандою кордону, блюзнірською „молитвою“ і використанням Божого храму для безбожних зйомків» паплюжать образ священнослужителів.

### Касові збори
Під час показу в Україні, що розпочався 31 серпня 2017 року, протягом першого тижня на фільм було продано 101 890 квитків, фільм був показаний на 218 екранах і зібрав 7 650 000 ₴ (296 684 $), що на той час дозволило йому зайняти 1 місце серед усіх прем'єр. «DZIDZIO Контрабас» став першою не-копродукційною стрічкою, яка після виходу в 2008 році фільму Сафо та 2016 року фільму Слуга народу 2, очолила тижневі касові збори в Україні.
Про касові збори першого тижня спершу повідомив генеральний продюсер фільму Сергій Лавренюк 4 вересня 2017 року, написавши на своїй сторінці у соціальній мережі Facebook про 102 тисячі проданих квитків, прем'єру на 220 екранах та 7,7 млн зборів. Раніше повідомлялося, що фільм мав вийти на 247 екранах.
За другий тиждень фільм був показаний на 189 екранах, було продано 59 074 квитки і стрічка зібрала 4 371 637 гривень (167 721 $), що на той час дозволило зайняти 2 місце серед усіх прем'єр.
Про касові збори другого тижня спершу повідомив генеральний продюсер фільму Сергій Лавренюк 12 вересня 2017 року, написавши на своїй сторінці у соціальній мережі Facebook про 205 тисячі проданих квитків та 15,025 млн гривень касових зборів.
За третій тиждень фільм був показаний на 140 екранах, було продано 31 723 квитки і стрічка зібрала 2 216 267 гривень (84 687 $), що на той час дозволило зайняти 3 місце серед усіх прем'єр.
За четвертий тиждень фільм був показаний на 61 екрані, було продано 14 784 квитки і стрічка зібрала 985 734 гривні (37 512 $), що на той час дозволило зайняти 5 місце серед усіх прем'єр.
За п'ятий тиждень фільм був показаний на 48 екранах, було продано 9 634 квитки і стрічка зібрала 646 710 гривень (24 327 $), що на той час дозволило зайняти 5 місце серед усіх прем'єр.
За шостий тиждень фільм був показаний на 20 екранах, було продано 5 028 квитків і стрічка зібрала 333 465 гривень (12 461 $), що на той час дозволило зайняти 9 місце серед усіх прем'єр.
За повідомленням продюсера фільму Сергія Лавренюка, станом на початок листопада 2017 року на стрічку загалом було продано понад 308,7 тисяч квитків а валові збори становили 22 000 630 грн
Загалом прокат стрічки тривав 13 тижнів й завершився 26 листопада 2017 року. За час українського прокату фільм переглянуло 311 тисячі глядачів, а касові збори стрічки сягнули ₴22,14 млн. ($822,8 тис.).

### Кошторис та окупність
Станом на жовтень 2017, точна вартість кошторису фільму не була розголошено творцями. Деякі українські кіноексперти зробили різні припущення, щодо кошторису фільму: оглядач газети День назвав суму у близько 5 мільйонів гривень,  радіостанція «Львівська Хвиля», з власних джерел, назвала суму у близько 300 тисяч доларів США, а Олексій Першко, оглядач українського кінопорталу kino-teatr.ua, назвав суму у близько 4 мільйонів гривень.
20 вересня 2017 року під час конференції на міжнародному форумі Kyiv Media Week 2017 продюсер фільму Сергій Лавренюк та промопродюсер Валерій Козлітінов повідомили, що стрічка не лише окупилася, а вже і заробила. «DZIDZIO Контрабас» став першим українським фільмом, який окупився у прокаті.
У вересні 2017 року також став відомий точний розмір бюджету фільму — ₴5,3 млн. (~$200 тис.).

## Приквел та сиквел
В інтерв'ю виданню «Mind.ua» продюсер фільм Сергій Лавренюк повідомив, що можливо буде знято передісторію фільму. Про продовження фільму Михайло Хома нічого не сказав, проте повідомив, що це не остання його робота у кіно.
На початку 2018 року ставло відомо що новим фільмом з франшизи «DZIDZIO» має стати фільм DZIDZIO Перший раз, реліз якого відбувся 25 жовтня 2018 року (прокатник — B&H).

## Нагороди та номінації
| Список нагород та номінацій | Список нагород та номінацій | Список нагород та номінацій     | Список нагород та номінацій | Список нагород та номінацій | Список нагород та номінацій |
| Кінофестиваль/Кінопремія    | Рік                         | Категорія                       | Номінант(и)                 | Результат                   | Дж                          |
| --------------------------- | --------------------------- | ------------------------------- | --------------------------- | --------------------------- | --------------------------- |
| Премія «Золота дзиґа»       | 20.04.2018                  | Найкращий фільм                 | DZIDZIO Контрабас           | Номінація                   | [ 79 ]                      |
| Премія «Золота дзиґа»       | 20.04.2018                  | Найкращий актор у головній ролі | Михайло Хома                | Номінація                   | [ 79 ]                      |
| Премія «Золота дзиґа»       | 20.04.2018                  | Приз глядацьких симпатій        | DZIDZIO Контрабас           | Перемога                    | [ 79 ]                      |

## Цікаві факти
- У фільмі знялась мама Дзідзя — Галина Хома[80]
- Дзідзьо запропонував Ігорю Кондратюку роль у фільмі на шоу «Україна має талант».[81]
- Дзідзьо, крім своєї ролі переозвучив, ще й персонажа на ім'я Карл.[82]
- Роль молодого поліцейського зіграв син продюсера фільму Сергія Лавренюка
- Під час вимушеної перерви під час зйомок фільму, DZIDZIO зняв кліп «Банда-Банда».[22]